# العلاقات الصينية السوفيتية
تشير العلاقات الصينية السوفيتية إلى العلاقة الدبلوماسية بين الجمهورية الصينية والأشكال المختلفة من السلطة السوفيتية التي انبثقت عن الثورة الروسية منذ عام 1917 حتى عام 1991، وذلك عند انتهاء الاتحاد السوفيتي.

## الحرب الأهلية الصينية وجمهورية الصين الشعبية
حقق الحزب الشيوعي الصيني نجاحًا متزايدًا في الحرب الأهلية بعد عام 1946. أعلن ماو تسي تونغ عن جمهورية الصين الشعبية في 1 أكتوبر عام 1949؛ وطُرِد حزب الكومينتانغ من البر الرئيسي للصين بحلول مايو عام 1950 واستمرت سيطرته على تايوان. تمركزت السلطة السياسية العليا في البلدين بين حزبين شيوعيين، الحزب الشيوعي الصيني والحزب الشيوعي السوفيتي، مع إنشاء جمهورية الصين الشعبية، واعتنق كلاهما الأيديولوجية الثورية الماركسية اللينينية.
ذهب تونغ إلى موسكو لطلب المساعدة الاقتصادية في أواخر عام 1949. جعله ستالين ينتظر لمدة أسابيع، وعامله معاملة سيئة. ظهرت قضية حساسة بعد قيام جمهورية الصين الشعبية. حصد الاتحاد السوفيتي حقوق استخدام سكة حديد الصين في الشرق الأقصى، وسكك حديد جنوب منشوريا، ولوشونكو (المعروفة أيضًا باسم بورت آرثر) وداليان، وذلك كشرط لمحاربة جيش كوانتونغ في نهاية الحرب العالمية الثانية. كانت هذه الامتيازات مهمة في الاستراتيجيات الآسيوية للاتحاد السوفيتي؛ وذلك لكون بورت آرثر وداليان مينائين خاليين من الجليد وتابعين للبحرية السوفيتية؛ وكانت سكة حديد الصين في الشرق الأقصى وخط سكة حديد منشوريا الجنوبية بمثابة نقطتي الاتصالات الشريانية الأساسية التي ربطت سيبيريا ببورت آرثر و داليان. طلب ماو تسي تونغ من الاتحاد السوفيتي إعادة تلك الحقوق إلى الصين، وذلك نظرًا لاعتقاده أن حقوق استخدام السكك الحديدية الصينية الشرقية، وسكة حديد جنوب منشوريا، وبورت آرثر وداليان كانت جزءًا من سيادة الدولة الصينية؛ وكان هذا جزءًا مهمًا من معاهدة الصداقة الصينية السوفيتية. رفض جوزيف ستالين هذه المعاهدة بداية، لكنه وافق عليها في النهاية. لم تُعاد ملكية الموانئ إلا بعد وفاة ستالين.
سمح ستالين لكم إل سونغ بشن الحرب الكورية. لم يضع سونغ وستالين استجابة الولايات المتحدة للدخول في تلك الحرب على الفور في عين الاعتبار، وهذا إن دخلت أصلًا. لم يستطع سونغ تحمل الهجوم على الجيش الأمريكي. وافق تونغ على إرسال قوات صينية عندما طلب سونغ مساعدة عسكرية من الاتحاد السوفيتي والصين؛ ولكنه طلب من القوات الجوية السوفيتية توفير غطاء جوي. وافق ستالين على إرسال قوات صينية إلى كوريا، ولكنه رفض توفير غطاء جوي وذلك بسبب عدم ثقة الزعيمين في بعضهما البعض. اعتبر ماو حينها أن الصين لم ترسل قوات إلى كوريا بسبب عدم توفير غطاء جوي لهم، وأن ستالين قرر في وقت من الأوقات التخلي عن شبه جزيرة كوريا. أرسل تونغ بعد الكثير من التفكير القوات الصينية فقط إلى كوريا في 19 أكتوبر عام 1950 في ظل وضع اقتصادي وعسكري صيني شديد الصعوبة. أدى هذا النشاط في النهاية إلى تغيير العلاقات الصينية السوفيتية. سمح ستالين للقوات الجوية السوفيتية بتوفير غطاء جوي بعد 12 يومًا من دخول القوات الصينية الحرب، ووفر للصين المزيد من المساعدات. أعقب إرسال تونغ للقوات الصينية للمشاركة في الحرب الكورية تعاون اقتصادي وعسكري واسع النطاق بين الصين والاتحاد السوفيتي؛ وتغيرت العلاقات الودية بين البلدين من اسمية إلى واقعية. كانت إحدى الأمثلة الأقل شهرة للتعاون العسكري الصيني السوفيتي في يونيو عام 1952؛ وذلك عندما تمركزت مجموعة من الطائرات السوفيتية من نوع توبوليف تو-4 في بكين لأداء مهام استطلاع في اختبارات القنابل الاندماجية الأمريكية في المحيط الهادئ.

## حقبة ما بعد ماو واستقرار العلاقات

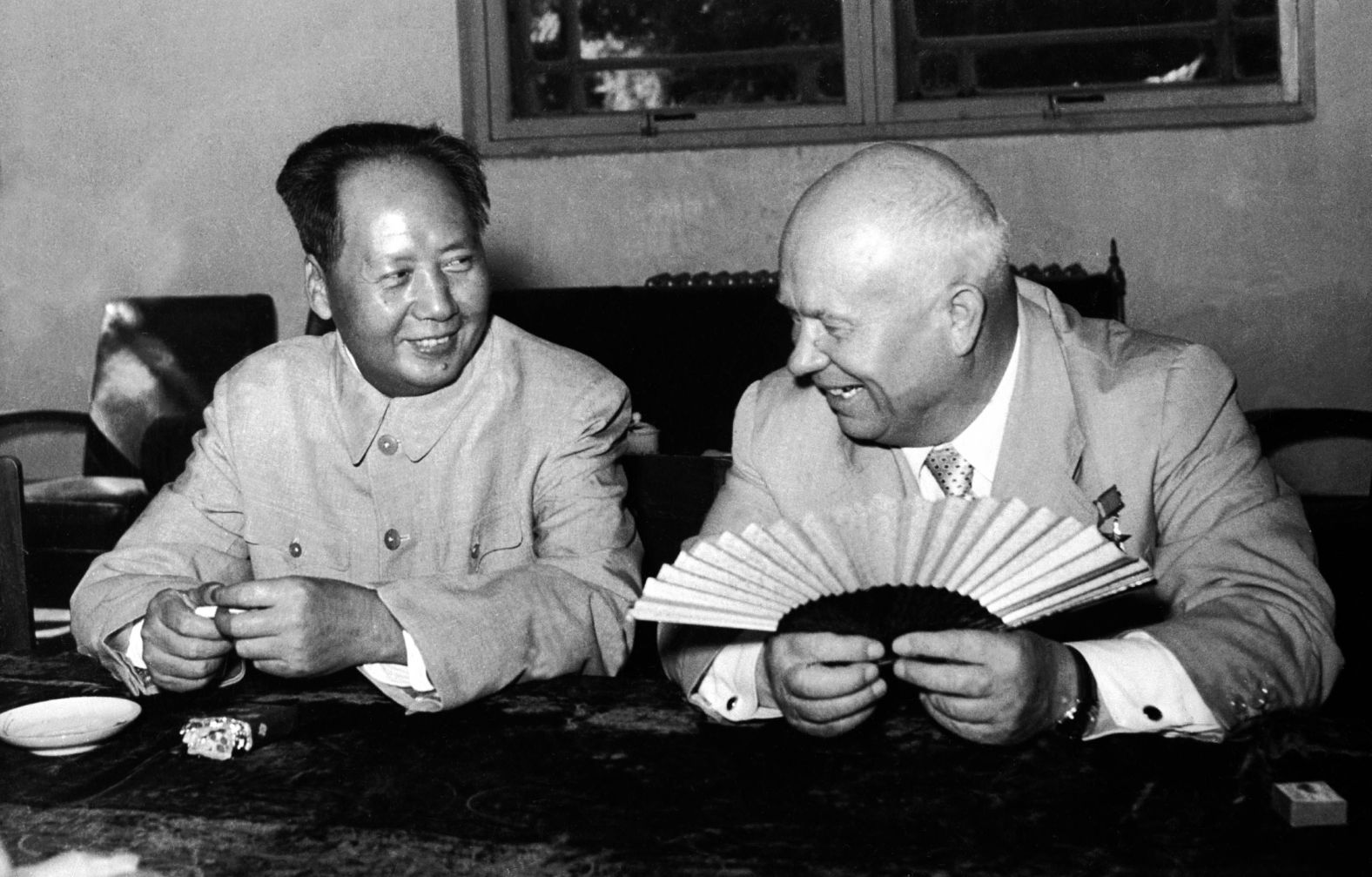
ماو تسي تونغ ونيكيتا خروتشوف خلال زيارة الزعيم السوفيتي لبكين عام 1957

توفي ماو تسي تونغ في عام 1976، وأطاح دينغ شياو بينغ في عام 1978 بعصابة الأربعة، والذي كان في طريقه لإصلاح اقتصادي مؤيد للسوق. أصبحت العلاقات بين البلدين طبيعية بشكل تدريجي، وذلك مع توقف جمهورية الصين الشعبية عن تبني الفكرة المناهضة للتحريفية حول التعارض العدائي بين الطبقات. غزت جمهورية الصين الشعبية فيتنام (التي انحازت إلى جانب الاتحاد السوفيتي بعد فترة من الازدواجية) في عام 1979؛ وذلك ردًا على الغزو الفيتنامي لكمبوديا الذي أطاح بنظام الخمير الحمر المدعوم صينيًا.
أدت العلاقات المتوترة بين الصين والاتحاد السوفيتي إلى توتر العلاقات بين الصين والنظام الشيوعي الأفغاني الموالي للاتحاد السوفيتي أثناء الانقسام الصيني السوفيتي. كانت العلاقات بين الصين وأفغانستان محايدة خلال حكم الملك محمد ظاهر شاه. سرعان ما تحولت العلاقات بين الصين والشيوعيين الأفغان إلى العداء، وذلك عند استيلاء الشيوعيين الأفغان المؤيدين للسوفييت على السلطة في أفغانستان في عام 1978. دعم الشيوعيون الأفغان المؤيدون للسوفييت الفيتناميين خلال الحرب الصينية الفيتنامية؛ وألقوا باللوم على الصين لدعمها المقاتلين الأفغان المعادين للشيوعية. ردت الصين على الغزو السوفيتي لأفغانستان من خلال دعم المجاهدين الأفغان وتكثيف وجودهم العسكري بالقرب من أفغانستان في سنجان. حصلت الصين على معدات عسكرية من الولايات المتحدة للدفاع عن نفسها من الهجوم السوفيتي.
نقلت الصين معسكراتها التدريبية للمجاهدين من باكستان إلى الصين نفسها. أعطت الصين صواريخ مضادة للطائرات وقاذفات صواريخ ومدافع رشاشة للمجاهدين تُقدر قيمتها بمئات الملايين. حضر المستشارون العسكريون الصينيون وقوات الجيش التدريب مع المجاهدين.
انتقل الاتحاد السوفيتي نفسه إلى الخصخصة مع تفككه في أواخر ثمانينيات وأوائل تسعينيات القرن العشرين؛ وذلك على الرغم من استمرار الزعيم السوفيتي ميخائيل غورباتشوف في انتقاد الحزب الشيوعي الصيني ما بعد الماوي بفقدانه للمسار الاشتراكي، وذلك بعد فتح بابه لأصحاب الملايين في جمهورية الصين الشعبية.

## حل الاتحاد السوفيتي
كانت خصخصة الاتحاد السوفيتي شكلًا أكثر تطرفًا وفاقد للتنظيم من خصخصة جمهورية الصين الشعبية، فسبب ذلك في خسائر فادحة للمضاربين الأجانب، وظروف شبه فوضوية وانهيار اقتصادي. ظهرت جمهورية الصين الشعبية في مركز مالي أكثر ملاءمة واستقرارًا في فترة ما بعد الحرب الباردة؛ وظل الاتحاد السوفيتي أكثر تطورًا (اقتصاديًا وعسكريًا) بطريقة منهجية وعميقة (فكانت جمهورية الصين الشعبية في عام 1949 مثلًا أقل تقدم صناعي من روسيا في عام 1914). لم يكن التخلف الاقتصادي والعسكري الصيني جديدًا أثناء النقص الحاد في رأس المال السوفيتي؛ ولم تكن حاجة جمهورية الصين الشعبية الكبيرة والمتنامية إلى الموارد المعدنية جديدة أيضًا، كالوقود النفطي بشكل خاص، الذي احتفظ به الاتحاد السوفيتي بوفرة في مناطق آسيوية مثل غرب سيبيريا.